# Sinfonía n.º 3 (Mozart)

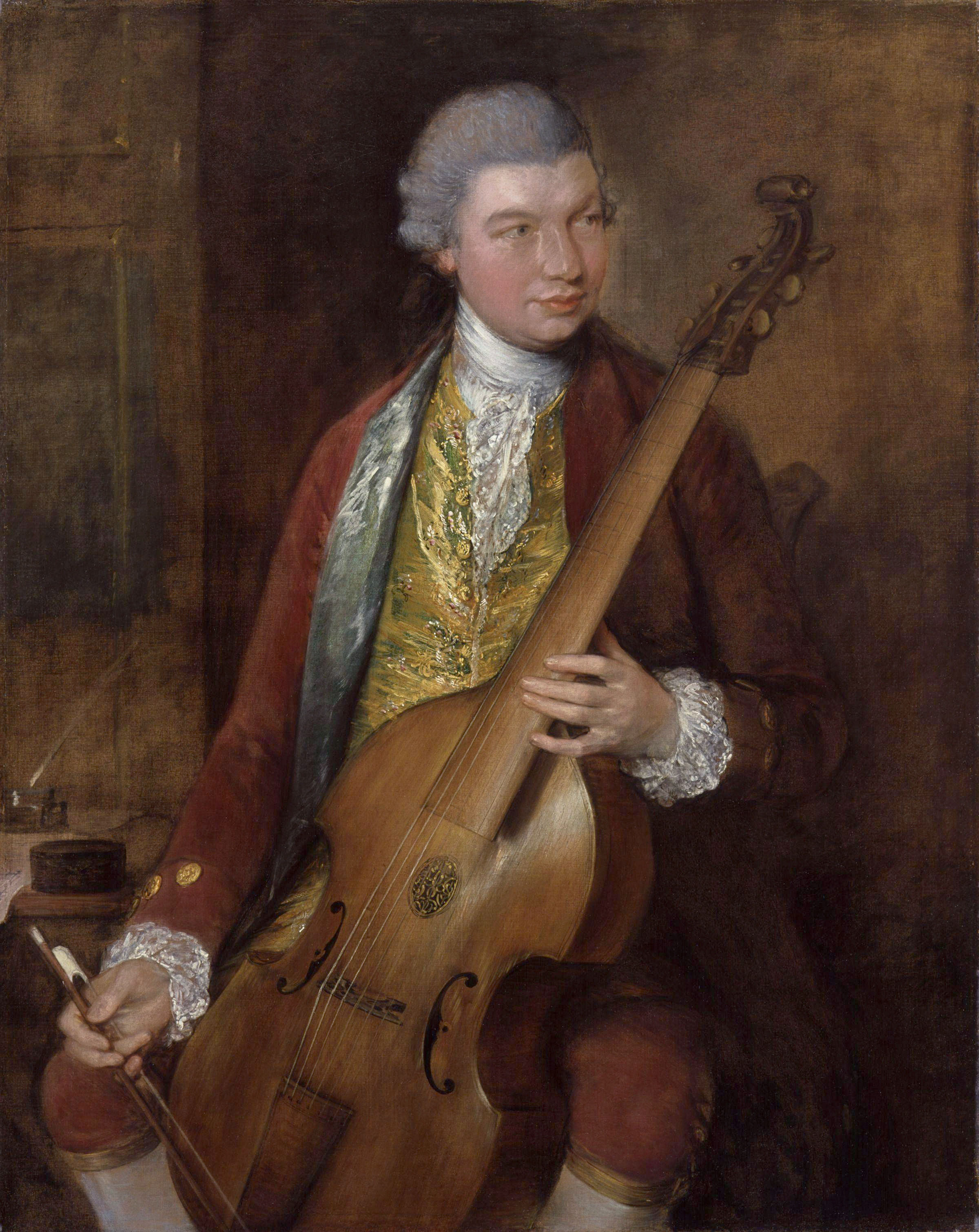
Carl Friedrich Abel hacia 1765.

La Sinfonía n.º 3 en mi bemol mayor, K. 18, anteriormente atribuida por error a Wolfgang Amadeus Mozart, fue compuesta por Carl Friedrich Abel, que era un destacado compositor alemán del Clasicismo temprano.

## Historia
Esta sinfonía fue originalmente publicada en 1767 en Londres como la última pieza de la serie Seis Sinfonías, Op. 7 de Abel.

Mozart en 1763.

Leopold Mozart hizo que su hijo estudiara sinfonías de conocidos contemporáneos (por ejemplo, Carl Friedrich Abel, Johann Christian Bach, Johann Gottfried Eckard, Hermann Friedrich Raupach) durante su estancia en Londres entre 1764 y 1765, presumiblemente con fines de práctica. Wolfgang llegó a conocer a Abel durante su estancia en Londres y su Sinfonía en mi bemol mayor, Op. 7 n.º 6 le había impresionado tanto que escribió una copia fiel, evidentemente con propósitos académicos.
Cuando el musicólogo Ludwig von Köchel elaboró en 1862 su exhaustivo catálogo de las obras completas de Mozart, incluyó como Sinfonías n.º 2 y n.º 3 dos piezas que hoy se sabe que no fueron compuestas por Wolfgang. La n.º 3 era una sinfonía en mi bemol mayor, de la que se conservaba una partitura manuscrita por la mano de Wolfgang. Este hallazgo llevó a que Köchel supusiera que era una composición propia de Wolfgang, siendo catalogada como su Sinfonía n.º 3 en mi bemol mayor, K. 18, y publicada en la primera edición completa de las obras de Mozart por Breitkopf & Härtel. Más tarde se descubrió que era en realidad obra de Abel.

## Instrumentación
La partitura está escrita para una orquesta formada por:
- Viento madera: 2 oboes y 1 fagot.
- Viento metal: 2 trompas en mi bemol.
- Cuerda: una sección de cuerdas con 2 violines (primero y segundo), viola, violonchelo y contrabajo.

La copia de Mozart difiere de la partitura original de Abel en que Mozart incluyó clarinetes en si bemol en lugar de oboes, quizás porque en la interpretación de esta pieza a la que asistió Mozart se utilizaron clarinetes. En las orquestas de aquella época era una práctica común emplear el fagot y el clavecín, si estaban presentes en la orquesta, para reforzar la línea del bajo o bien como continuo, incluso sin notación separada.

## Estructura y análisis
La sinfonía consta de tres movimientos:
- I. Molto allegro, en mi bemol mayor 4
4
- II. Andante, en do menor 2
4
- III. Presto, en mi bemol mayor 3
8

La interpretación de esta obra dura aproximadamente entre 10 y 15 minutos. 